# Stadler Tina
| Stadler Tina           | Stadler Tina                             |
| ---------------------- | ---------------------------------------- |
| Betreiber:             | HEAG, BLT, RSAG, HAVAG, HTM, GVB         |
| Anzahl:                | 203 (inklusive Bestellungen)             |
| Hersteller:            | Stadler Rail                             |
| Baujahr:               | ab 2022                                  |
| Spurweite:             | 1000 mm, 1435 mm                         |
| Länge über Kupplung:   | 30,4–45,5 m                              |
| Höchstgeschwindigkeit: | 70–80 km/h                               |
| Stromsystem:           | 600 V =, 750 V =                         |
| Betriebsart:           | Einrichtungs- oder Zweirichtungsfahrzeug |
| Sitzplätze:            | 64–100                                   |
| Stehplätze:            | 103–173                                  |
| Weitere Daten:         | Variantenübersicht                       |

Die Stadler Tina (Eigenschreibweise TINA für „Total integrierter Niederflurantrieb“) sind vom Schweizer Eisenbahnhersteller Stadler Rail konstruierte und hergestellte Straßenbahntriebzüge.
Stadler bezeichnete die Fahrzeuge bis 2021 als „Straßenbahnen der nächsten Fahrzeug-Generation“.
Ab 2024 wurden in Darmstadt und Basel über erhebliche Konstruktionsmängel berichtet, die zu einem deutlich erhöhten Geräuschpegel und starken Vibrationen führen.

## Technik
Die niederflurigen Straßenbahntriebwagen des Typs Tina verfügen über große Fenster und  breite Durchgänge, beispielsweise 660 mm in der Ausführung für Den Haag. Herzstück der Fahrzeuge sind neu entwickelte, kompakte Laufwerke für Meter-, Normal- oder Breitspur, die sowohl als echte Drehgestelle mit bis zu 12° Ausdrehung gegenüber dem Wagenkasten als auch nur sehr begrenzt um 2° ausdrehbar verwendet werden können. Sie können als Trieb- oder Lauffahrwerke ausgeführt und mit konventionellen Radsätzen oder Losradsätzen ausgerüstet werden. Bei den ersten vier Bestellungen wurden jeweils konventionelle Radsätze gewählt. Auch mit diesen kann der Fahrgastraum stufenfrei ausgeführt werden, dann sind jedoch Rampen notwendig. Die an den Laufwerken befestigten Motoren können mit einer Dauerleistung von je 40 oder 50 kW ausgeführt werden. Die beispielsweise für Erschütterungsemissionen relevante unabgefederte Masse ist mit rund einer Tonne pro Radpaar nicht so groß wie zum Beispiel beim Fahrzeugtyp Variobahn, aber auch nicht besonders gering. Vor dem Bau der ersten Serienfahrzeuge wurden die Drehgestelle 2021 bei der Straßenbahn Krakau in einem ansonsten den dortigen Tangos entsprechenden Erprobungsträger getestet.
In den beiden ersten Einsatzorten Darmstadt und Basel kam es zu Beschwerden aus der Bevölkerung über Lärm und von den Fahrzeugen verursachte Erschütterungen. In Basel führte dies zum Spitznamen „Erdbebendrämmli“. In Darmstadt gründete sich 2025 eine Bürgerinitiative, die insbesondere ein Nachtfahrverbot fordert. Wegen der Problematik wurden Messungen an Fahrzeugen und Strecken durchgeführt, die erhöhte Erschütterungs- und Körperschall-Immissionen bestätigten. Die Beteiligten kündigten Nachbesserungen an den Fahrzeugen an, während flächendeckende infrastrukturseitige Anpassungen als nicht realisierbar eingestuft wurden. Auch in Halle (Saale) kamen bereits während der Probefahrten entsprechende Beschwerden auf.
Im August 2025 stellten Stadler und Baselland Transport (BLT) schließlich ein nachgerüstetes Fahrzeug vor, bei dem zumindest die Geräuschentwicklung ungefähr auf das Niveau der BLT-Tangos gesenkt werden konnte. Dazu hatte das Fahrzeug insbesondere zusätzliche Dämpfungselemente erhalten, aber auch Anpassungen an Radprofil, Bremssatteln, Verkleidung und Magnetschienenbremsen. Stadler kündigte an, bis Ende 2026 alle Basler Tinas auf eigene Kosten entsprechend nachzurüsten. Die Maßnahmen gegen die Erschütterungen waren zu diesem Zeitpunkt allerdings noch in Entwicklung.

## Kunden

### HEAG mobilo

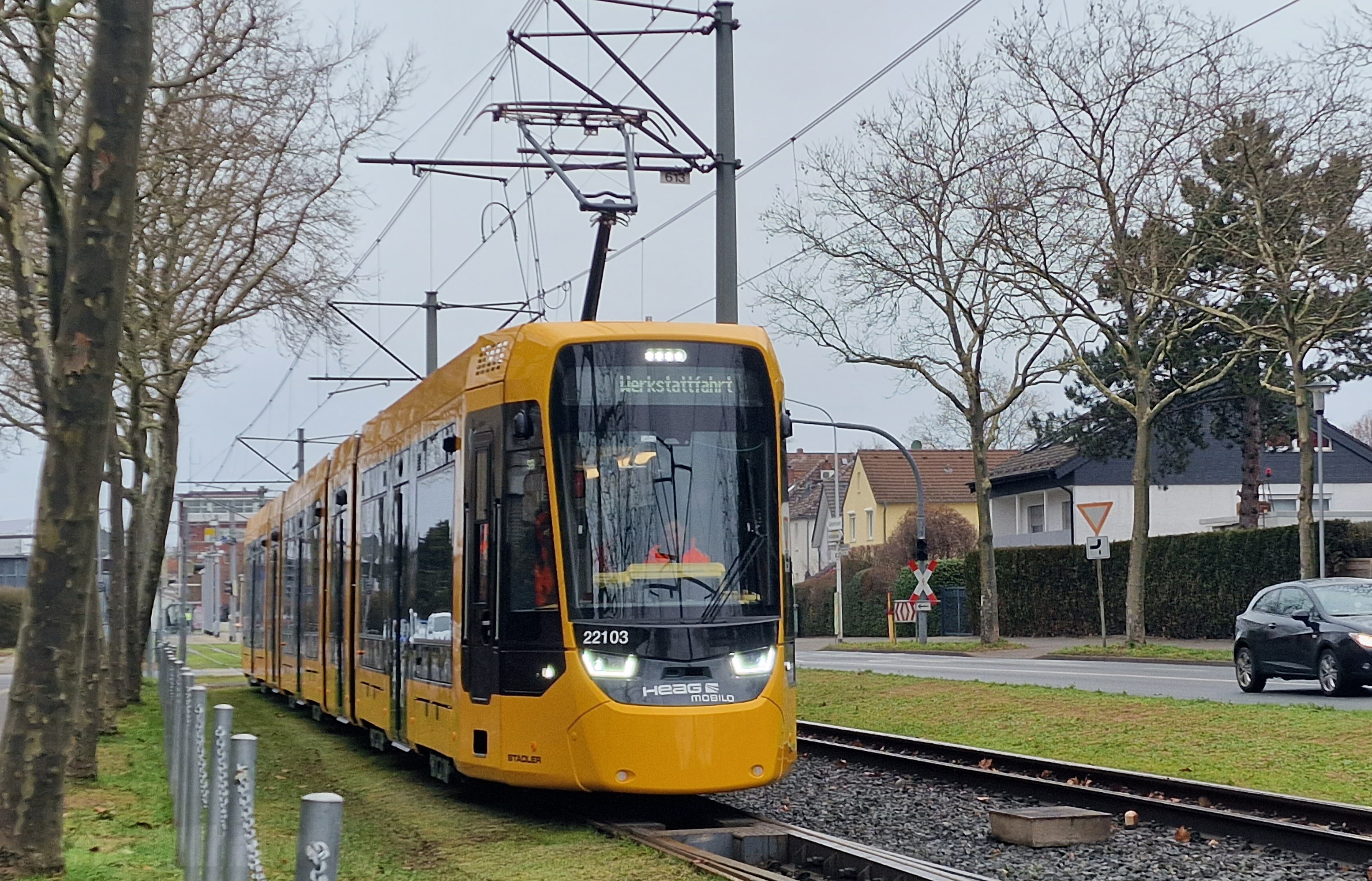
Tina der Straßenbahn Darmstadt

#### Bestellung
Im Januar 2020 bestellte die HEAG mobilo für die Darmstädter Straßenbahn 14 Triebwagen des Typs ST15 (Straßenbahn-Triebwagen 15) für 62 Millionen Euro. Es besteht eine Option auf bis zu 30 weitere Einheiten. Die Serie ist nach dem ST13 und ST14 der dritte Niederflurwagentyp in Darmstadt. Die Fahrzeuge wurden in der Schweiz entwickelt und sollten ursprünglich in Berlin produziert werden. Der Bau erfolgt jetzt jedoch auch in Bussnang.
Im Juli 2021 wurde bekannt, dass die HEAG mobilo einen Teil der Option einlöste und elf weitere ST15 bestellte. Das Volumen der beiden Aufträge stieg nun auf 100 Millionen Euro. Die Wagen der zweiten Bestellung werden für ein neues Verkehrskonzept mit Streckenerweiterungen benötigt.

#### Ausstattung
Ein Triebwagen ist 43 Meter lang und besteht aus fünf Wagenkästen, wobei der erste, dritte und fünfte auf je zwei zweiachsigen Drehgestellen laufen. Der zweite und vierte Wagenkasten ist laufwerkslos und auf die jeweils benachbarten Wagenkästen aufgesattelt. Alle fünf Wagenkästen weisen pro Seite eine Tür auf. Es wurden konventionelle Radsätze und eine Motorisierung mit 12 Fahrmotoren zu je 40 kW gewählt. Die Einstiegshöhe liegt bei 280 mm über der Schienenoberkante. In den Drehgestellbereichen liegt der Fußboden 170 mm höher bei 450 mm. Zur Überwindung dieses Unterschieds wählte die HEAG Stufen statt der von Stadler angebotenen Rampen.
Pro Fahrzeug gibt es 108 Sitz- und 171 Stehplätze, insgesamt können also 279 Personen befördert werden. Von jeder Fahrzeugtür aus sind Sitzplätze barrierefrei erreichbar.
Die Wagen sind mit modernen CO2-Klimaanlagen und mit einem Fahrerassistenzsystem mit Verkehrsschildererkennung ausgerüstet.

#### Einsatz
Mit der Indienststellung der ST15 werden die Hochflur-Triebwagen der Serie ST12 schrittweise außer Dienst gestellt. Im Sommer 2022 sollten die ersten vier ST15 ausgeliefert werden. Nach erfolgtem Testbetrieb ist ihr Einsatz ab Herbst 2023 vorgesehen. Weitere zehn Fahrzeuge sollen bis Oktober 2023 folgen. Bis Sommer 2024 soll die zweite Serie abgeliefert sein.
Im Oktober 2023 begann der Probebetrieb mit Fahrgästen.
Die ST15 sollen auf allen Linien eingesetzt werden. An der Strecke der Linie 3 sind hierfür noch Umbauten notwendig.
Die Betriebsgenehmigung des zuständigen Regierungspräsidiums Darmstadt steht noch aus und könnte wegen der ungelösten Probleme mit den durch die Tinas verursachten Erschütterungen und dem Zweifel, ob die Wagen dem Stand der Technik entsprechen, schwierig werden.

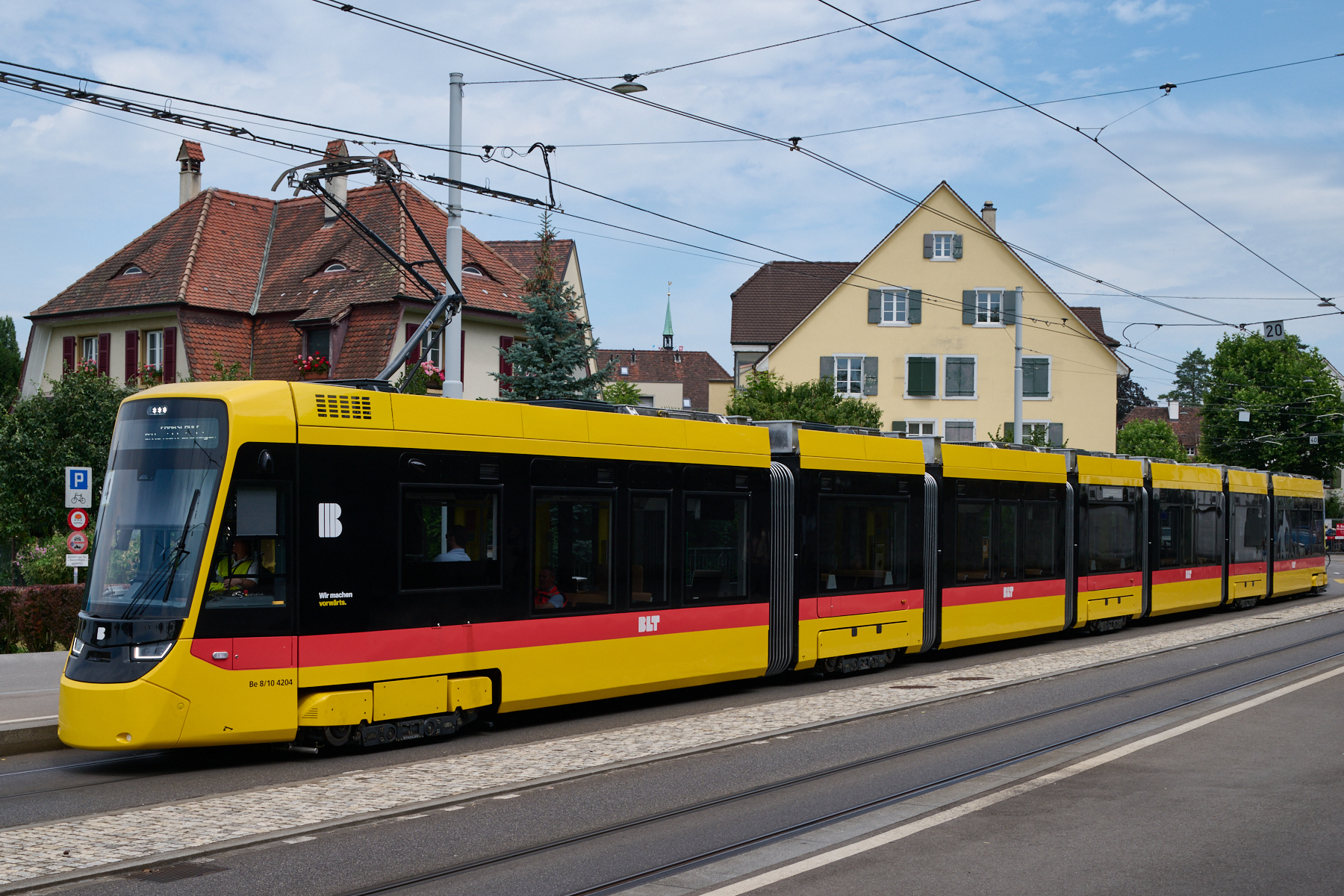
Tina der Strassenbahn Basel (BLT)

### Baselland Transport (BLT)
2023 bis 2025 wird die BLT mit 25 Tina-Straßenbahntriebwagen Schindler-Trams ersetzen, die mehr als vierzig Jahre alt sind. Die Triebzüge werden in der Schweiz im Werk Bussnang gefertigt. Der Auftrag für die Fahrzeuge, Ersatzteile und optional für den Unterhalt hat ein Volumen von 125 Millionen Franken.
Die siebenteiligen Trams sind 45,5 Meter lang, 2,3 Meter breit, für eine Geschwindigkeit von 80 km/h ausgelegt und bieten 100 Sitz- und 157 Stehplätze. Die klimatisierten Triebzüge ähneln in der Konfiguration den bisherigen Tango-Trams der BLT, besitzen jedoch statt dem Jakobs-Drehgestell zwischen dem dritten und vierten Wagenteil einen weiteren kurzen Wagenkasten mit einem nicht ausdrehbaren Fahrgestell. Die Drehgestelle am Anfang und Ende des Fahrzeugs sorgen für gute Laufruhe und wenig Verschleiß. Es wurden konventionelle Radsätze gewählt. Die Fahrzeuge sind von der ersten bis zur letzten Fahrgasttür komplett niederflurig. Sie verfügen über ein Fahrgastinformationssystem, ein Kollisionswarnsystem wie die Tramlink der Waldenburgerbahn und sind für einen späteren Einbau von Schiebetritten vorbereitet.
Ursprünglich sollten die Fahrzeuge ab Fahrplanwechsel im Dezember 2023 eingesetzt werden, dies zu Testzwecken. Der Betrieb mit Fahrgästen sollte im Frühling 2024 aufgenommen werden und die Auslieferung bis 2025 abgeschlossen werden. Der Ersteinsatz verzögerte sich jedoch bis zum 3. September 2024.

### Rostocker Straßenbahn AG (RSAG)
Im Juni 2022 gaben Stadler Rail und die Rostocker Straßenbahn AG (RSAG) den Abschluss eines Vertrages über die Lieferung von 28 Triebwagen des Typs Tina bekannt. Das gesamte Auftragsvolumen liegt bei 98,2 Millionen Euro. Die rund 32 Meter langen, dreiteiligen Einrichtungsfahrzeuge werden seit Februar 2025 geliefert und sollen ab Ende des Jahres erstmals in den Linienbetrieb gehen. Bei Lieferung des ersten Fahrzeugs wurde abweichend eine Gesamtstückzahl von 29 Fahrzeugen genannt. 216 Fahrgäste finden in den vollklimatisierten Fahrzeugen Platz, davon 75 auf gepolsterten Holzsitzen. Für sie stehen WLAN, USB-Ladebuchsen und ein bargeldloser Ticketautomat zur Verfügung. Die Fahrzeuge sollen einen Teil der im Betrieb befindlichen Wagen vom Typ 6N1, die aus den Jahren 1994 bis 1996 stammen, ersetzen. Die Einheiten bestehen aus zwei Endwagenkästen, die auf je zwei Drehgestellen mit konventionellen Radsätzen laufen und einem dazwischen eingehängten und laufwerkslosem Mittelteil. Die Fertigung erfolgt im ehemaligen Solaris-Werk im polnischen Środa Wielkopolska.

### Hallesche Verkehrs-AG (HAVAG)

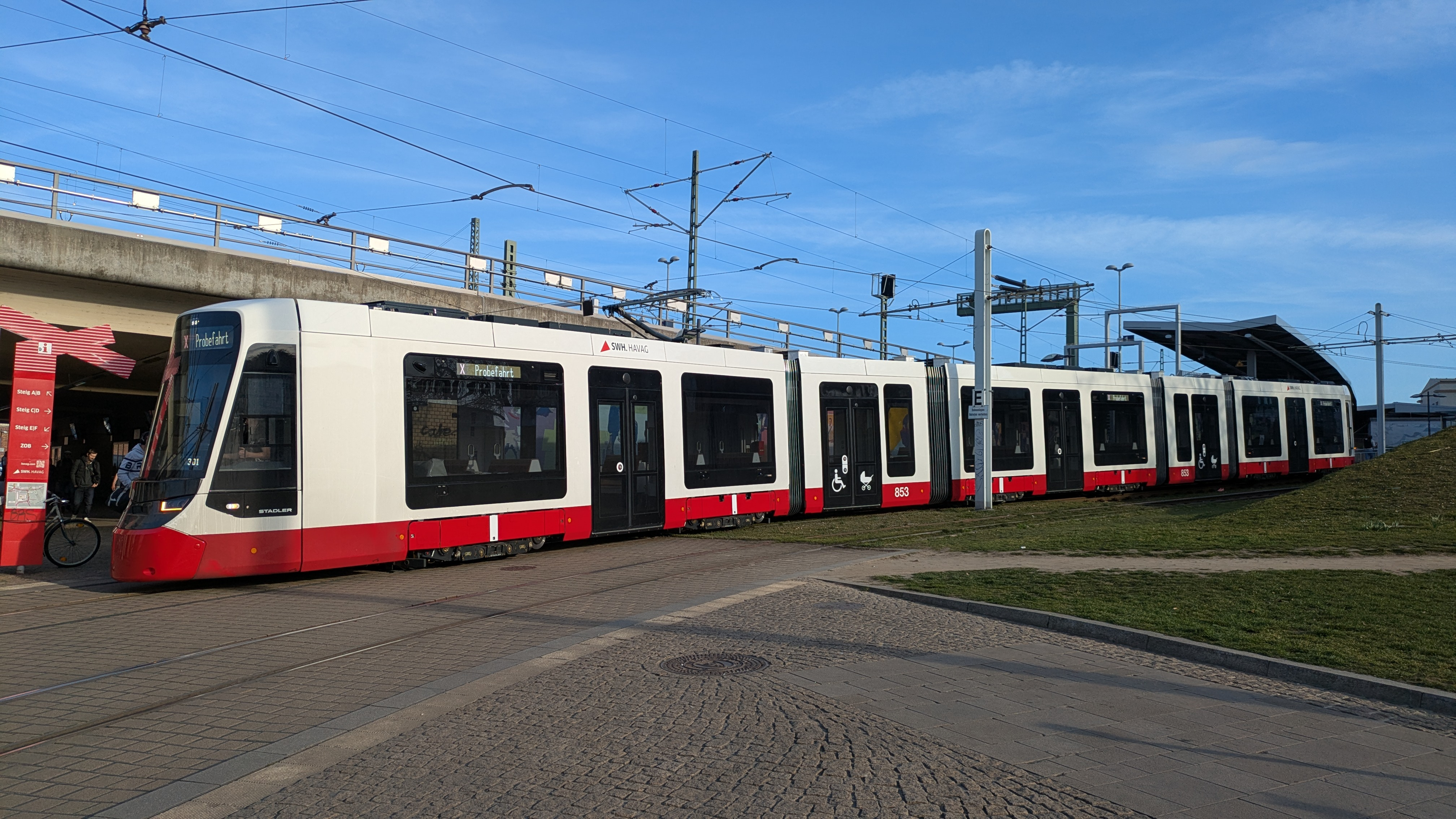
Tina der Straßenbahn Halle (Saale), Variante MGT-XL

Die HAVAG unterzeichnete im August 2022 einen Liefervertrag über 39 dreiteilige und 17 fünfteilige Triebwagen des Typs Tina. Das gesamte Auftragsvolumen liegt bei 172 Millionen Euro. Die rund 30 bzw. 45 Meter langen klimatisierten Zweirichtungsfahrzeuge sollen ab Ende 2025 in den Linienbetrieb gehen. 166 bzw. 268 Fahrgäste finden in den vollklimatisierten Fahrzeugen Platz, davon 64 bzw. 96 auf Sitzplätzen. Das erste Fahrzeug der fünfteiligen, seitens der HAVAG als MGT-XL bezeichneten Variante wurde im Dezember 2024 ausgeliefert. Der erste dreiteilige Wagen, seitens der HAVAG als MGT-M bezeichnet, folgte im April 2025. Wie in Darmstadt und Rostock wurde eine Konfiguration mit abwechselnder Anordnung von Wagenteilen mit zwei Drehgestellen und Wagenteilen ohne Drehgestell gewählt. Auch in diesem Fall kommen konventionelle Radsätze zur Anwendung.

### HTM Personenvervoer (HTM)
Das niederländische Verkehrsunternehmen HTM Personenvervoer und Stadler unterzeichneten im Dezember 2022 einen Vertrag über die Lieferung von 56 Triebwagen des Typs TINA. Der Vertrag enthält zudem eine Option über 44 weitere Fahrzeuge. Die rund 36,5 Meter langen Zweirichtungsfahrzeuge sollen ab Ende 2026 in Einsatz kommen. Im Oktober 2024 erfolgte mit der Bestellung von sechs Fahrzeugen die erste Teileinlösung der Option. Den ersten Wagen lieferte Stadler im August 2025.
Die Zweirichtungswagen werden als dreiteilige Gelenkwagen mit aufgesattelten Endwagen auf drei Triebdrehgestellen und einem Laufdrehgestell ausgeführt. Die geschweißten Stahlwagenkästen sind 2,65 Meter breit, auf der Einstiegshöhe von 350 mm jedoch auf 2,58 Meter eingezogen. Bei einer Bodenhöhe von 400 mm wurde eine vollständig stufenfreie Ausführung des Fahrgastraums mit Rampen von bis zu 10 % Steigung gewählt. Es sind beidseitig je fünf 1300 mm breite Doppeltüren angeordnet, die einander paarweise direkt gegenüber liegen. Jedes Radpaar der drei Triebdrehgestelle wird von zwei wassergekühlten Drehstrom-Asynchronmaschinen des Herstellers Traktionssysteme Austria mit einer Leistung von je 50 kW angetrieben.

### Verkehrs- und Betriebsgesellschaft Gera (GVB)
Im Dezember 2023 unterzeichneten die GVB und Stadler einen Vertrag über die Lieferung von sechs Triebwagen für die Straßenbahn Gera einschließlich einer Option über weitere drei Fahrzeuge. Der Auftrag beläuft sich auf etwa 38 Millionen Euro. Sie sollen einige der überalterten tschechischen Triebwagen vom Typ KT4D ersetzen.

### Variantenübersicht
| Stadler Tina                      | Stadler Tina                    | Stadler Tina        | Stadler Tina             | Stadler Tina              | Stadler Tina              | Stadler Tina                      | Stadler Tina                            |
| --------------------------------- | ------------------------------- | ------------------- | ------------------------ | ------------------------- | ------------------------- | --------------------------------- | --------------------------------------- |
| Betreiber:                        | HEAG mobilo                     | Baselland Transport | Rostocker Straßenbahn AG | Hallesche Verkehrs-AG     | Hallesche Verkehrs-AG     | HTM Personenvervoer               | Verkehrs- und Betriebsgesellschaft Gera |
| Stadt:                            | Darmstadt                       | Basel               | Rostock                  | Halle (Saale)             | Halle (Saale)             | Den Haag                          | Gera                                    |
| Netz:                             | Straßenbahn Darmstadt           | Strassenbahn Basel  | Straßenbahn Rostock      | Straßenbahn Halle (Saale) | Straßenbahn Halle (Saale) | Straßenbahn Den Haag              | Straßenbahn Gera                        |
| lokale Bezeichnung:               | ST15                            | Be 8/10             | 8N3                      | MGT-M                     | MGT-XL                    |                                   | NGT12G                                  |
| Nummerierung:                     | 22101–22125                     | 4201–4225           | 801–829                  | 801–839                   | 851–867                   | 7001–7062                         | 601–606                                 |
| Anzahl:                           | 25 in Auslieferung +19 optional | 25 in Auslieferung  | 29 in Auslieferung       | 39 in Auslieferung        | 17 in Auslieferung        | 62 bestellt + 38 optional         | 6 bestellt + 3 optional                 |
| Herstellerwerk:                   | Bussnang                        | Bussnang            | Środa Wielkopolska       | Środa Wielkopolska        | Środa Wielkopolska        | Środa Wielkopolska                | Bussnang                                |
| Baujahre:                         | ab 2022                         | ab 2023             | ab 2025                  | ab 2025                   | ab 2024                   | ab 2025                           | voraussichtlich ab 2026                 |
| Achsformel:                       | (Bo’Bo’)(Bo’Bo’)(Bo’Bo’)        | 2’Bo’Bo’Bo’Bo’      | (Bo’Bo’)(Bo’Bo’)         | (Bo’Bo’)(Bo’Bo’)          | (Bo’Bo’)(Bo’Bo’)(Bo’Bo’)  | Bo’(Bo’2’)Bo’                     | (Bo’Bo’)(Bo’Bo’)(Bo’Bo’)                |
| Anzahl Wagenteile:                | 5                               | 7                   | 3                        | 3                         | 5                         | 3                                 | 5                                       |
| Spurweite:                        | 1000 mm (Meterspur)             | 1000 mm (Meterspur) | 1435 mm (Normalspur)     | 1000 mm (Meterspur)       | 1000 mm (Meterspur)       | 1435 mm (Normalspur)              | 1000 mm (Meterspur)                     |
| Ein-/Zweirichtungswagen:          | Einrichtungswagen               | Einrichtungswagen   | Einrichtungswagen        | Zweirichtungswagen        | Zweirichtungswagen        | Zweirichtungswagen                | Einrichtungswagen                       |
| Länge:                            | 43 950 mm                       | 45 500 mm           | 32 250 mm                | 30 400 mm                 | 45 400 mm                 | 36 500 mm                         | 43 950 mm                               |
| Breite:                           | 2400 mm                         | 2300 mm             | 2650 mm                  | 2300 mm                   | 2300 mm                   | 2650 mm 2580 mm auf Einstiegshöhe | 2400 mm                                 |
| Höhe:                             | 3600 mm                         | 3520 mm             | 3500 mm                  | 3600 mm                   | 3600 mm                   | 3500 mm                           | 3600 mm                                 |
| Kleinster Kurvenradius:           |                                 |                     |                          |                           |                           |                                   |                                         |
| Leermasse:                        | ca. 61 000 kg                   |                     | ca. 45 000 kg            |                           |                           | ca. 50 000 kg                     |                                         |
| Dienstmasse:                      |                                 | 61 600 kg           | 60 850 kg                |                           |                           |                                   |                                         |
| Höchstgeschwindigkeit:            | 70 km/h                         | 80 km/h             | 70 km/h                  | 70 km/h                   | 70 km/h                   | 70 km/h                           | 70 km/h                                 |
| Dauerleistung:                    | 12 × 40 kW                      | 16 × 40 kW          | 8 × 50 kW                | 8 × 50 kW                 | 12 × 50 kW                | 12 × 50 kW                        | 12 × 40 kW                              |
| Drehzapfenabstand:                |                                 |                     |                          |                           |                           | 7400 mm im Mittelteil             |                                         |
| Raddurchmesser (neu):             | 650 mm                          | 650 mm              |                          |                           |                           | 650 mm                            | 650 mm                                  |
| Radsatzstand:                     |                                 | 1800 mm             | 1800 mm                  | 1800 mm                   | 1800 mm                   | 1800 mm                           |                                         |
| Radsatzbauart:                    | konventionell                   | konventionell       | konventionell            | konventionell             | konventionell             |                                   |                                         |
| Stromsystem:                      | 600/750 V =                     | 600 V =             | 750 V =                  | 600/750 V =               | 600/750 V =               | 600/750 V =                       | 600/750 V =                             |
| Sitzplätze:                       | 100 davon 3 überbreit           | 95 + 4 Klappsitze   | 75                       | 64                        | 96                        | 68 + 16 Klappsitze                | 100 davon 3 überbreit                   |
| Stehplätze (4 Pers./m²):          | 171 mit 8 Stehhilfen            | 157                 | 145                      | 103                       | 173                       | 162                               | 171 mit 8 Stehhilfen                    |
| Einstiegshöhe:                    | 280 mm                          | 320 mm              | 290 mm                   | 290 mm                    | 290 mm                    | 350 mm                            | 300 mm                                  |
| Fußbodenhöhe (Niederflurbereich): |                                 | 370 mm              | 350 mm                   | 350 mm                    | 350 mm                    | 400 mm                            |                                         |
| Fußbodenhöhe (über Laufwerken):   |                                 |                     |                          | 490 mm                    | 490 mm                    |                                   |                                         |
| Durchgangsbreite:                 | 520 mm                          |                     |                          |                           |                           | 660 mm                            | 520 mm                                  |
| Anzahl Doppeltüren:               | 5                               | 8                   | 4                        | 3 je Seite                | 5 je Seite                | 5 je Seite                        | 5                                       |
| Anzahl Einzeltüren:               | 1                               | 0                   | 2                        | 0                         | 0                         | 0                                 | 1                                       |
| Türweite Doppeltüren:             | 1300 mm                         | 1300 mm             | 1300 mm                  | 1500 mm                   | 1500 mm                   | 1300 mm                           | 1300 mm                                 |
| Türweite Einzeltüren:             | 800 mm                          |                     |                          |                           |                           |                                   | 800 mm                                  |
| Besonderheiten:                   |                                 |                     |                          |                           |                           |                                   |                                         |
| Quelle:                           | [ 6 ] [ 36 ] [ 10 ]             | [ 37 ] [ 38 ]       | [ 39 ]                   | [ 40 ] [ 41 ]             | [ 40 ] [ 41 ]             | [ 5 ] [ 42 ]                      | [ 43 ]                                  |